# ستون پهلوان‌پیکر

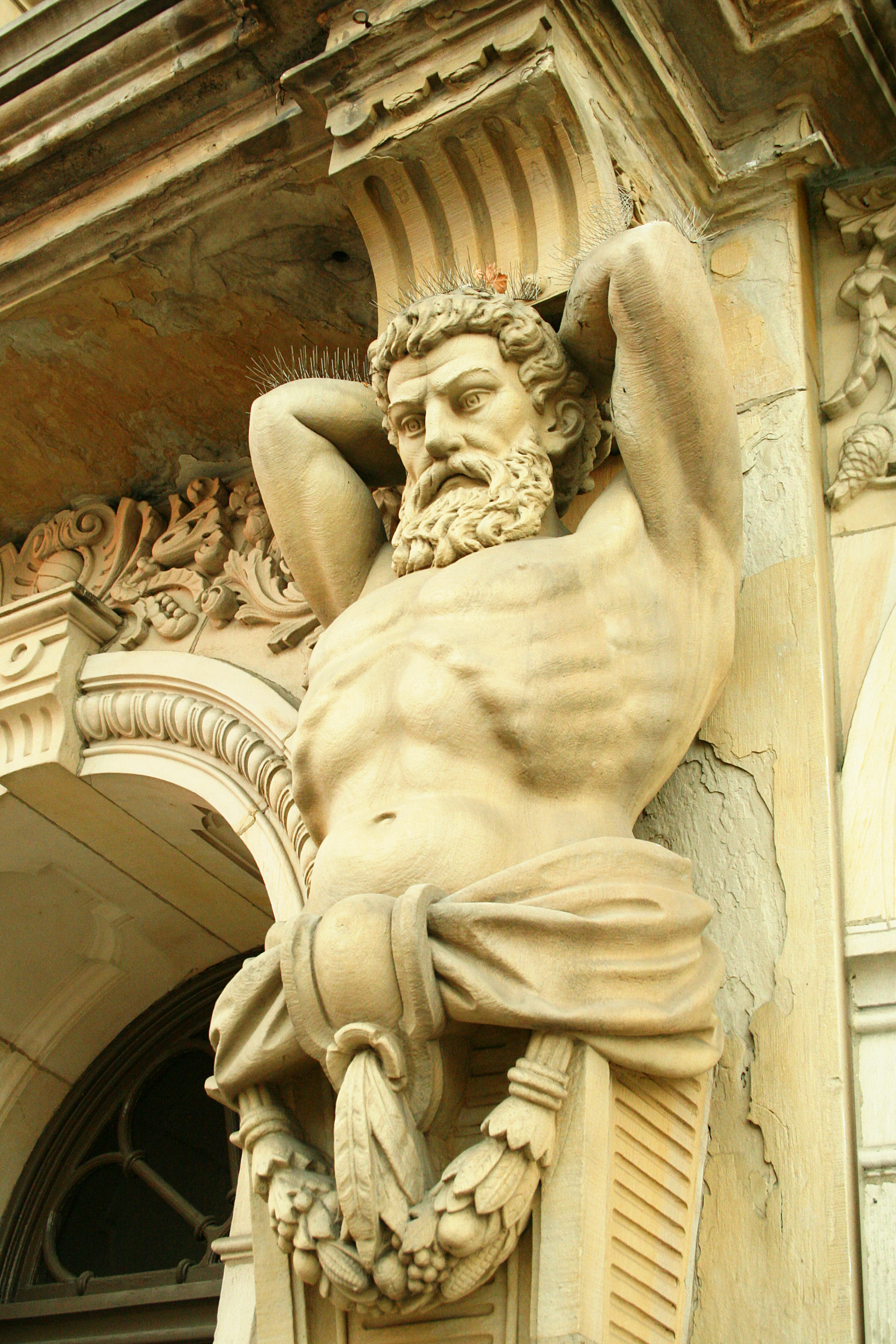
یک ستون پهلوان‌پیکر به شکل تلامون.

ستون پهلوان‌پیکر گونه‌ای ستون حامل در معماری غربی است که در آن شکلی از پیکر تناور مردانه بر روی ستون تراشیده یا گچ‌بری می‌شود.
رومیان این نوع ستون را تِلامون می‌نامیدند زیرا نزد ایشان بیشتر از شکل تلامون، شخصیت اسطوره‌ای یونانی برای ساخت چنین ستون‌هایی استفاده می‌شد.
گونهٔ زنانهٔ این‌گونه ستون‌ها ستون زن‌پیکر نام دارد.

## نمونه‌ها
- کلیسای سانتا کروسه، لچه، ایتالیا
- کازا دلیی اومنونی، میلان، ایتالیا
- کلیسای سنت جرج، هامبورگ، آلمان
- موزه هرمیتاژ، سن پترزبورگ، روسیه
- خانه کانولاوا، خیابان ۱۷، پوزنان، لهستان
- کاخ داویا برگلینی، بولونی، ایتالیا
- پاویون وندُم، اکس-ان-پرووانس، فرانسه
- سانسوکی، پتسدام، آلمان
- واله دئی تمپلی، آگریجنتو، ایتالیا